# 迪化街

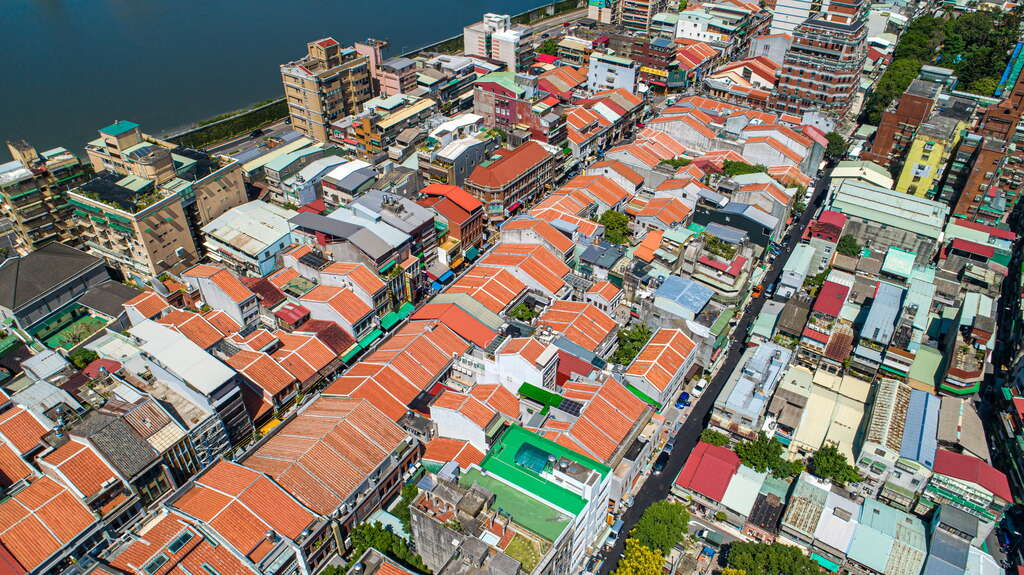
迪化街與周圍街區空照圖

迪化街位於臺灣臺北市大同區，初建於清咸豐年間（1850年代），19世紀末以來一直是臺北重要的南北貨、茶葉、中藥材及布匹的集散中心。為大稻埕地區最重要的市街。19世紀至20世紀中期，臺北的商業發展約等於大稻埕商圈的發展，而大稻埕的發展約略就等於迪化街的發展。
經過1980年代的廢存爭議之後，1996年開始，保存原狀的迪化街除了成為臺北市保留最完整的老街外，也於每年農曆春節前夕擴展成規模盛大的「台北年貨大街」。不僅如此，迪化街也同樣維持相同的批發商業功能。據統計，2005年的迪化街附近共有100多家的紡織公司、300多家布行、200多家中藥材鋪，年產值則超過30億美金。

## 名稱
「迪化」一名，是1947年中華民國政府對臺北市市區街道命名時，以該街的地理方位投射當時新疆省省會迪化市（今烏魯木齊）所制定的街道名。
現今的迪化街一段，包括清代的益保裕街、杜厝街、普願街、中北街、中街、南街、蘆竹脚街以及日治時期的大橋頭街。當地民眾常沿用舊名將民生西路以北的迪化街稱中街、中北街，以南稱南街。
迪化街二段則為下稻埕的國興街、枋隙街、依仁里街、牛磨車街。過去盛產稻米，末段的「牛磨車街」有草埔仔和四崁仔等聚落，曾是臺北市最大的米食批發地。

## 歷史

### 清治時期

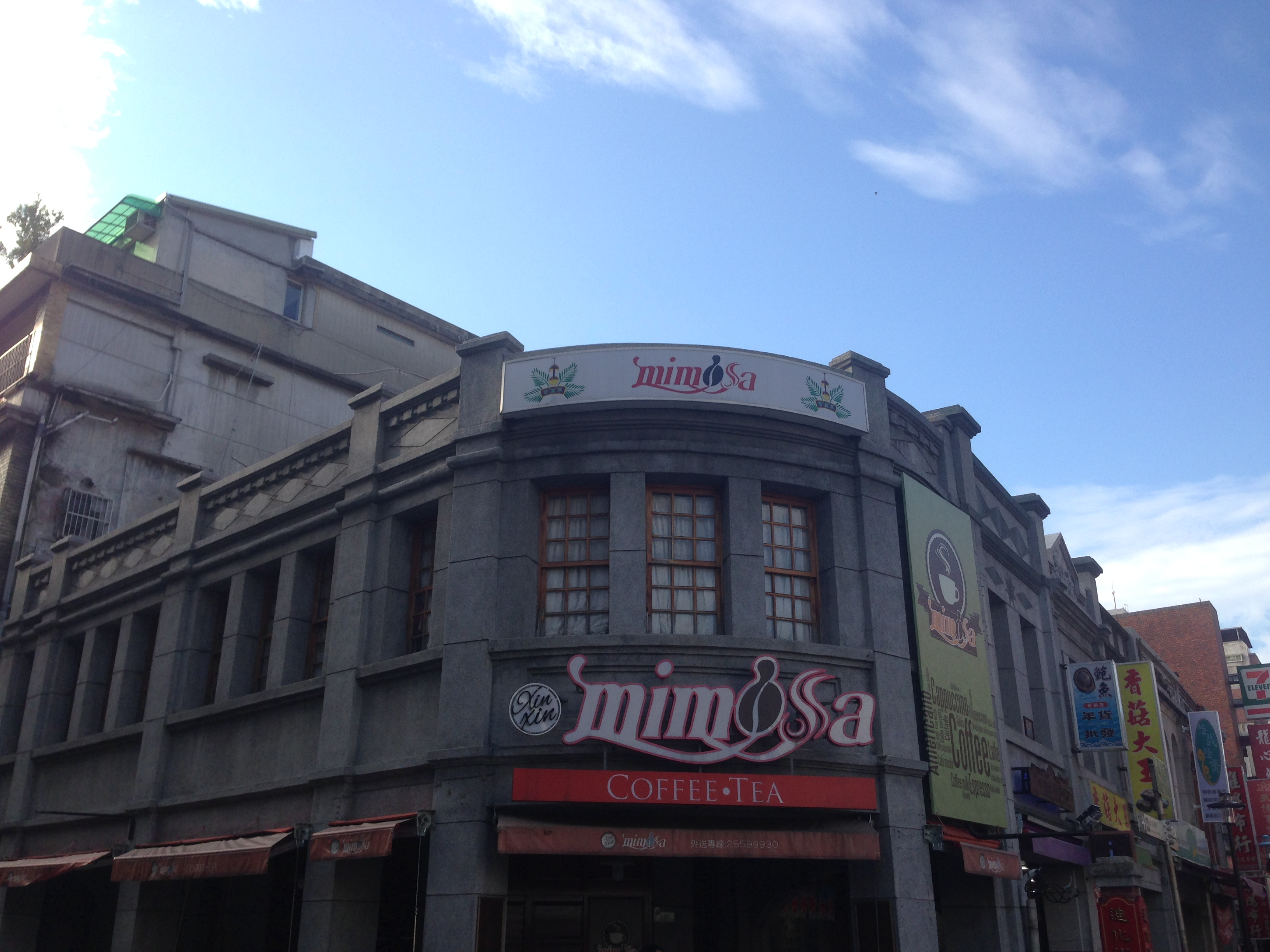
南京西路237號暨迪化街1段2、4、6號店屋

18世紀中期，大量泉州移民，與一些漳州人，定居臺北艋舺，彼此通婚後人口大增，艋舺因而大為興盛，於是產生了「一府二鹿三艋舺」的說法。
1853年，艋舺的泉州三邑頂郊郊商，燒毀安溪移民的信仰中心艋舺祖師廟，借道偷襲下郊的泉州府同安人，史稱「頂下郊拚」。同安人大敗，先奔往大龍峒，但不受當地同安移民接納，再轉到大稻埕，沿著淡水河建起毗鄰店屋，建造奉祀地方神霞海城隍的廟宇。
同安人會聚集包含大稻埕一帶，與附近的大稻埕碼頭息息相關。19世紀中期，尚未淤積的台北淡水河，可航行來自閩南一帶的戎克船。這些大稻埕碼頭帶來的船利，除了方便移民人潮上岸外，更可帶動商業的運作。於是街道以南方碼頭為基準，逐漸向北擴展。因為南街多為沼澤溼地，而率先成為街道規模的是中街。
1879年臺北府城正式開府並成為臺灣首府。當時以茶葉，稻米，樟腦，中藥，甚至鴉片等買賣為主的「中街」與「中北街」的尚未貫通兩街道，已是臺北的遍佈洋行、店舖、商家的重要聚落，與艋舺不相上下。1891年巡撫劉銘傳首建經過大稻埕的全臺第一條鐵路，則正式確定迪化街的臺北商業樞紐地位。

### 日治時期

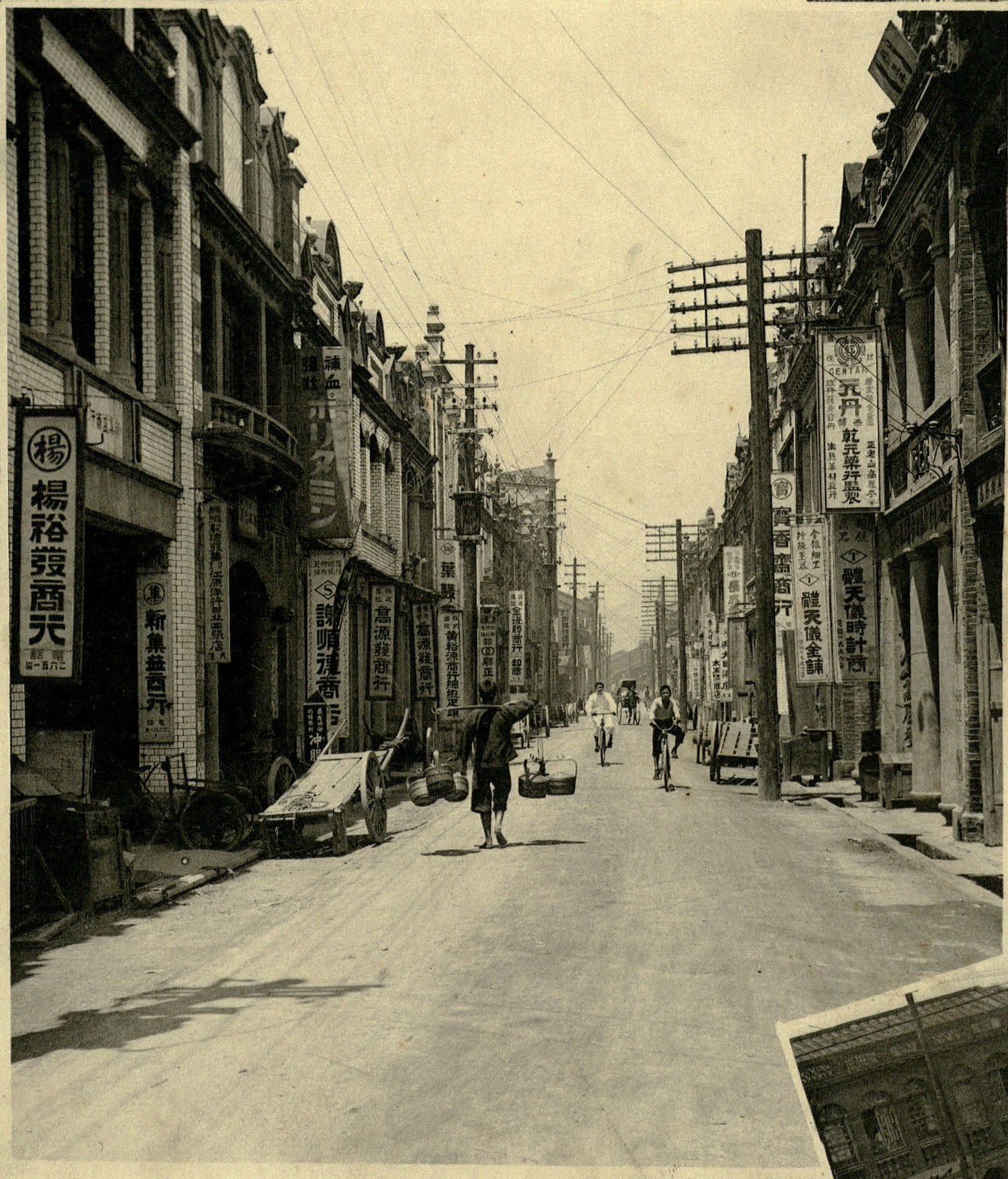
日治時期的迪化街街景

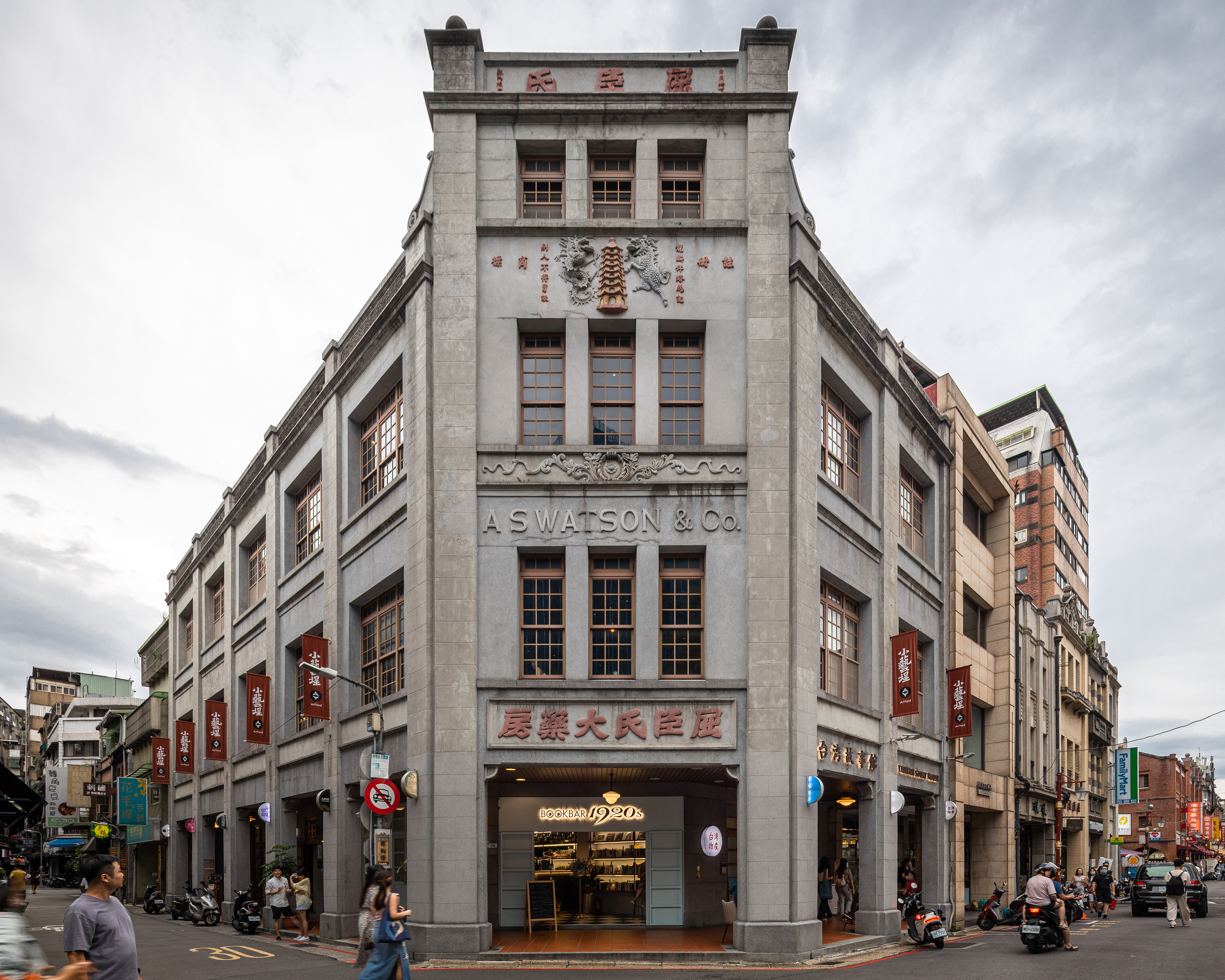
迪化街屈臣氏大藥房

1895年台灣日治時期開始，迪化街一帶於數度市區改正後於1922年更名為永樂町，迪化街也更名為永樂町通，此時永樂町通包含已經全境貫通的南街、中街、與中北街。
永樂町雖因台灣縱貫線鐵路改道艋舺喪失部分商機，另一方面卻仍因為該商埠較台南府城、鹿港等地更靠近日本本地，獲得更多發展。
讓迪化街更為興盛的是日治時代的紡織布匹生意。經由此種新興布市的結合，中街、中北街與南街的商市延伸到普願街，甚至杜厝街。不但如此，如今貴德街、甘谷街等街道也成為該商圈一部份。
1900年－1945年，結合南北貨、布市與藥商的迪化街已是全台北、甚至全台灣商業最為興隆的地方。
1917年屈臣氏大藥房早於已在廸化街營運，批發進口西藥。
1920年代末期至第二次世界大戰爆發前，可說是迪化街這時期的最鼎盛期。永樂町也因此大量興建新的樓面建築。這些建築又以外觀簡潔明朗，注重線條表現與比例均衡的現代主義式建築最多。另外，大戶家族興建，鐫刻家徽式浮雕裝飾、富麗堂皇的西洋歷史式樣建築也不在少數。

### 民國時期

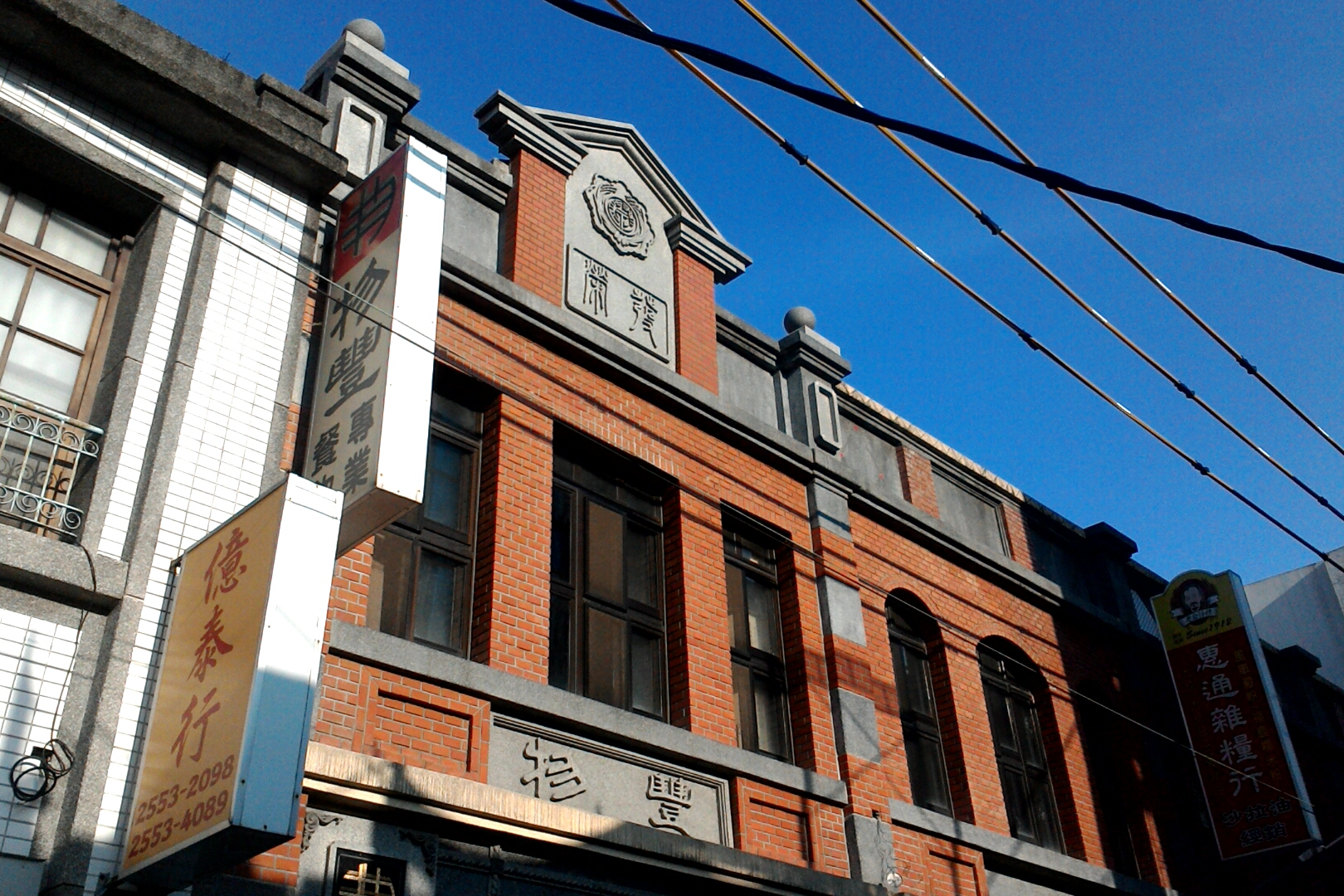
物豐商行

1945年二戰結束，臺灣戰後時期開始。本來名叫永樂町的商圈，曾短暫更名為永樂街。1947年台北街道全面更名，其新街道命名原則乃將台北市方位投射於中國行政區。因為迪化街位於台北市的「西方」故以當時中國最西方的新疆省會迪化市為名。以類似方式更名的還有塔城街，歸綏街，保安街，長安西路等街道。
定名為迪化街的大稻埕中心商圈，持續發展。1950年代-1970年代台灣紡織工作逐漸替代農業成為台灣的新興產業。以吳火獅為首的現今新光集團，南亞紡織，遠東紡織，宏州紡織等等，都是在迪化街發跡。
1970年代初，迪化街眾多知名布行或紡織業除了持續於本業經營外，也將觸角展延他處。會捨迪化街就他處發展，原因除了台北市商圈東移外，也是因為該街腹地狹窄。只有一條不到一公里長街道的迪化商圈，已難負荷台北市龐大百萬人口城市的商業機能，於是發跡於該地的大多數民間企業總部紛紛移出。因此1970年代之後的迪化街除了仍有的批發南北貨，中藥，與部分布匹生意外，其商業規模已無法與台北其他地方的新建公司大樓建築、商業門市或大商圈相比。

#### 廢存

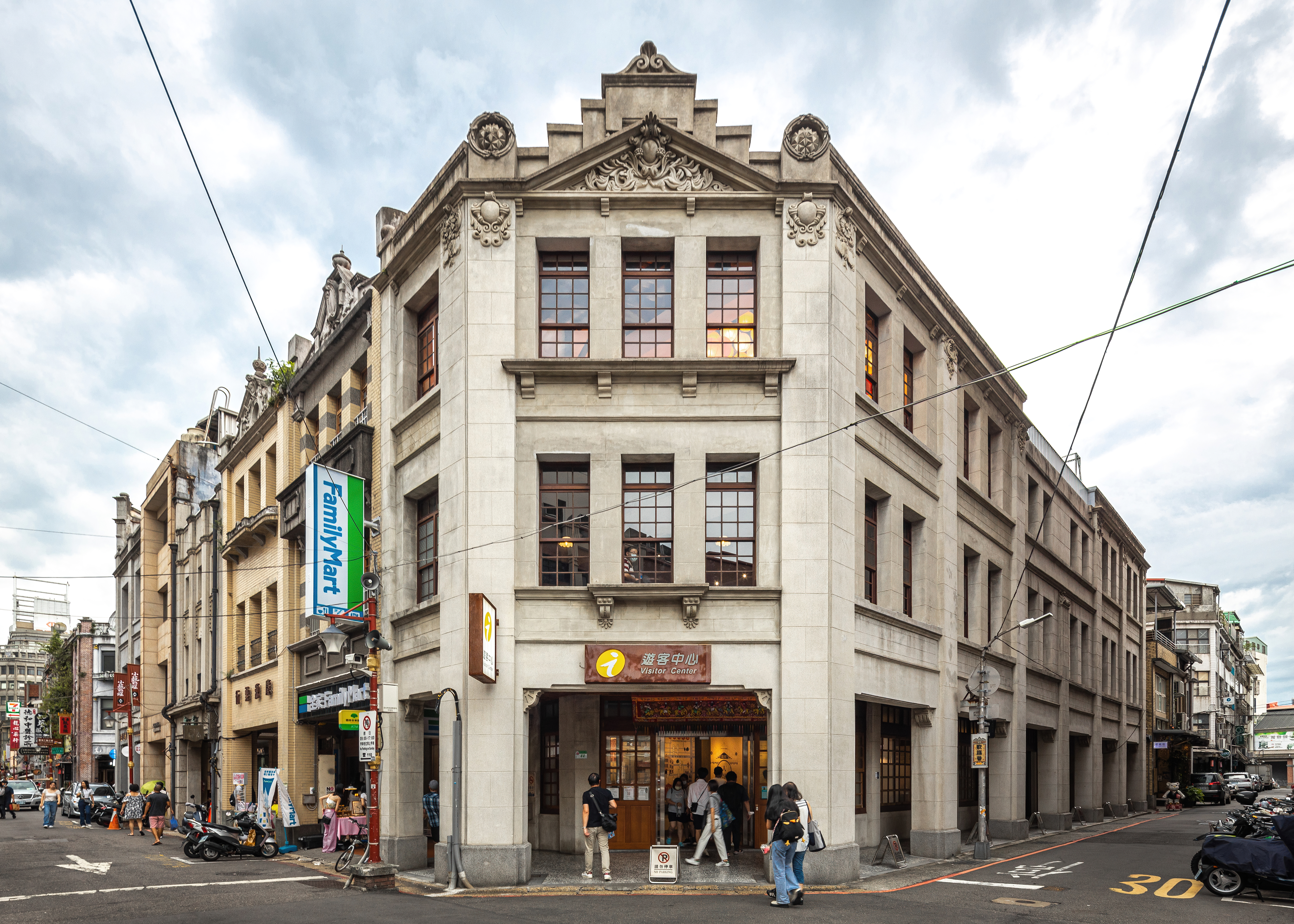
位於迪化街的大稻埕遊客中心

1973年，因應時代所趨，迪化街大部分地主與台北市政府開始研擬迪化商圈的都市更新計劃。該計劃主要做法，乃是將從遠自清朝到日治以來成型的7.8m寬的迪化街舊街道，拓展到20m。根據該拓展計劃下，所有迪化街的古老建築將全數拆除。
經過4年磋商，1977年10月18日迪化街所在的台北市政府核定「變更迪化街寬度案」將迪化街一段劃設為20公尺道路，1978年拓寬道路即將執行前夕，引發各界對此歷史街區保存與否之爭議。
1970年代末期，台灣的保護古蹟法令闕如，迪化街當地大部分業者與台北市政府以古老建築易引起危樓頹圮等公安危險為由執意拆除。1988年，迪化街私人建築拆除期限將屆，7月間由民間財團法人樂山文教基金會聯合當地居民、台北市民和專家學者發起「我愛迪化街」保存運動搶救大稻埕傳統聚落。
經過樂山文教基金會、國立台灣大學建築與城鄉研究所的抗議與小部分地主的堅持與努力，1995年，迪化街終於免於拆除的專用區計劃拍版定案。同年，關注文化資產為主要工作的樂山基金會與台大城鄉所促成的該計劃，不但讓迪化街保持古老的7.8m寬度與原有街道風貌，也優先保存了該商圈內數量高達77棟的歷史性建築物。
就迪化街地主而言，他們並不滿意此做法，部份業者（如屈臣氏大藥房等）曾提出強烈反彈。不過，經過台北市政府「以地易地」（容積率轉移）措施激勵下，2004年已完成部分的「全棟保存」工作。
台北市政府正推動都市再生前進計畫，目前在台北市已經有7個據點；第一個據點就位於迪化街一段127號，2010年5月8日「URS127設計公店」在此開幕，開幕時由淡江大學建築學系代管經營，提供學校畢業展及創作展覽等。
1996年，台北市政府與小部分街道重整修復的迪化街於農曆春節前半個月舉辦全台灣首創的「年貨大街」活動。該年貨大街以迪化街的古街風景與台灣人春節過年必須準備的南北貨、伴手禮、食品、中藥食材、零食為號召，將本來是中盤商性質的迪化街轉換成一般消費者都可來的門市。此企劃極為成功，不但引起話題與媒體關注，也將該年貨大街企劃範圍從迪化商圈擴展到後車站，寧夏夜市，華陰街等六大商圈。
因為迪化街的古蹟保存計劃帶來的商機，讓本來稍微沒落的迪化街稍稍復甦。
2004年之後，台灣傳統產業的回溫，也讓古老的迪化街商業恢復到一定規模。而每年以迪化街為主的「年貨大街活動」，據估計，參訪旅客超過一百萬人次，交易金額則達9千萬美金。其中光是短短的800公尺迪化街街道，15天之內就湧入了數十萬人潮。

## 特色
迪化街街道狹窄，南北走向。為容納更多門面，除少數店家外，均屬於長條形的連棟式店舖。幾乎都是東西坐向長縱深的店舖，在房屋外觀上，約可分為四種形式。

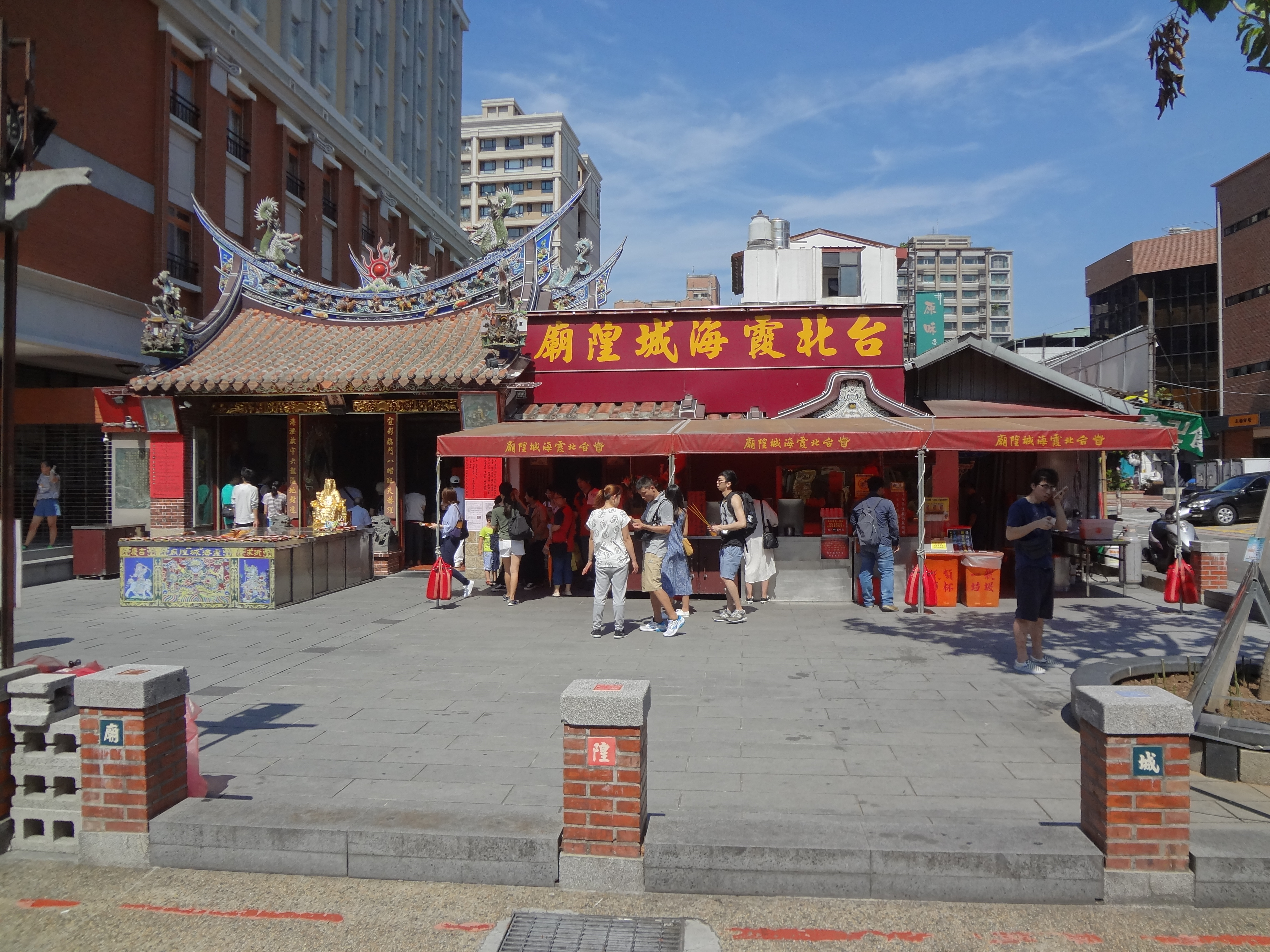
台北霞海城隍廟

- 閩南式建築：以單層樓為主，瓦片覆蓋的斜屋頂及木板組成的門窗等，是其特色。此種建築為最古老的漳泉建築，年份甚至可遠溯19世紀中，主要分布地點於原中北街（北街）。其中以王瑞興行的亭仔腳、半樓、屋頂、檻窗和平板住屋設備最具特色。
- 洋樓式樣：以二層樓房為主，門面有女兒牆、拱形窗洞、花瓶狀欄杆，該洋樓形式模仿1870年代，洋行雲集的淡水。主要分布地點也是迪化街北段，如益良化工公司。
- 仿巴洛克建築：以立體的外觀浮雕及花草紋飾著稱。街上最壯觀的此類型建築以台灣農產公司為代表作。該公司正面山牆加高，旁柱延續至山牆頭，柱頭做雕花圓球與類似西方愛奧尼柱式的收頭。邊柱頭亦做雕花圓球，邊柱旁加做一小柱頭，類似間柱手法，以捲型雕塑收頭。牌樓面窗頂做類似攢尖屋頂造型，面材使用磁磚。建築物整體強調垂直感，造型極為華麗特殊。此建築以原日治時期發市的中街較多。
- 現代主義式：外觀簡潔明朗，注重線條的表現與比例的均衡。為西方建築潮流，街上各段都有分佈，是四種風格數量最多的一種建築風格。

迪化老街特色除了高達70棟以上的老式傳統建築可供欣賞外，還有位於南街與中街間的大稻埕霞海城隍廟也頗具盛名。該廟沿襲自19世紀中的「五月十三人看人」的迎城隍民俗，至今仍每年依例舉行。

### 年貨大街

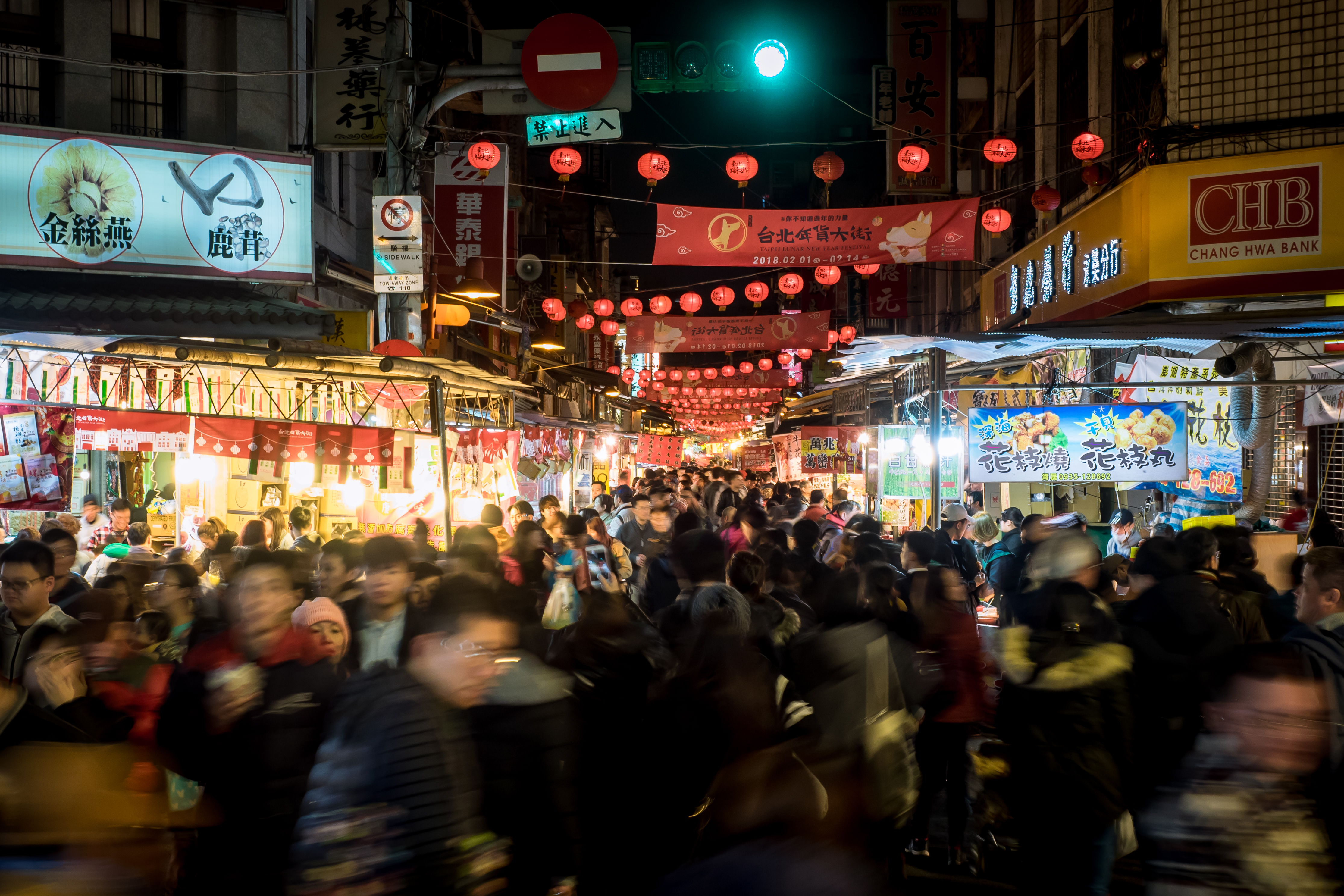
迪化街湧入年貨採買人潮

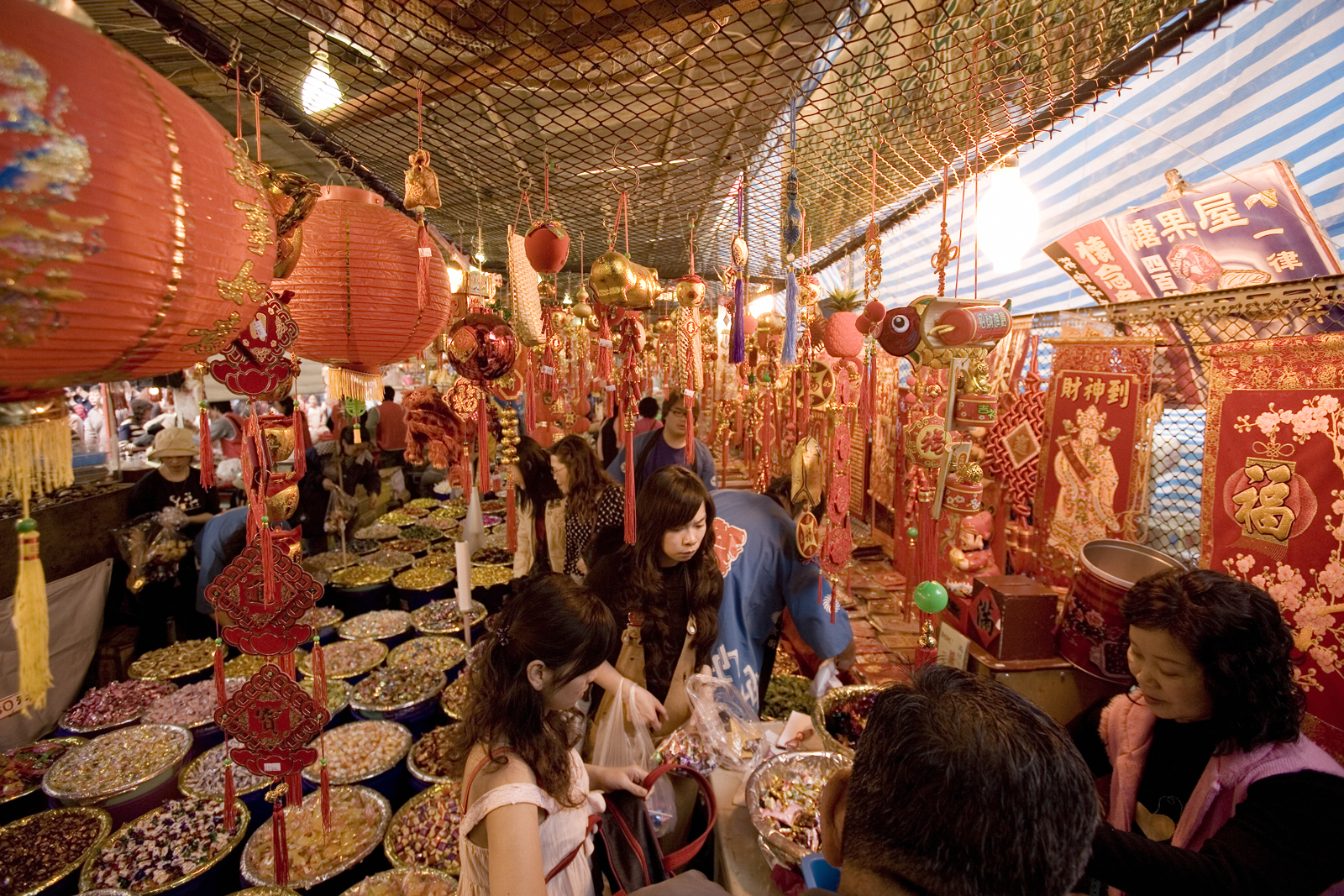
迪化街辦年貨

- 逢農曆過年前之販賣區域，日期約農曆12月10日至12月29日止
  - 歸綏街區域：歸綏街與延平北路二段交叉口起─至──歸綏街與環河北路一段交叉口止(次要販賣街道)：年貨大街之夜市小吃為主
  - 迪化街區域：歸綏街與迪化街交叉口起─至─南京西路與迪化街交叉口止。為主要販賣街道：販賣以店面及零時搭建之攤位，
  - 販賣物品：糖果、餅乾、魷魚絲、沖泡物品、瓜子、烏魚子、各式蜜餞.與一般時在迪化街買的到的中藥、乾貨(白木耳、黑木耳、金針菇、香菇、蝦米、冬粉與米粉海參；肉羹貢丸食材、特大罐醬汁與罐頭等)。

### 平時狀態
- 分為兩個區域
  - （歸綏街）乾糧與罐頭區：歸綏街與延平北路二段交叉口起至歸綏街與環河北路一段交叉口止，此區域以販賣乾式食材與特大罐醬汁與罐頭為主。
  - （迪化街）中藥食材區：民權西路與迪化街交叉口起至南京西路與迪化街交叉口止，此區域以販賣中藥之食材為主、也有少數販賣食材量販為主的店面。
  - 販賣物品：中藥、乾貨(白木耳、黑木耳、金針菇、蝦米、貢丸、肉羹、冬粉與米粉等)。

## 沿線設施
一段
- 本路段為年貨街
  - 台北市公共自行車租賃系統永樂市場站
  - 六月初一8節蛋捲(1號)(知名伴手禮)
  - 永樂市場(21號1~4樓)(販售衣服原始布料為其特色)
  - 臺北市藝文推廣處大稻埕戲苑(21號8、9樓)
  - 小藝埕(32巷1號)
  - 中華郵政臺北迪化街郵局(38號)
  - URS44大稻埕故事工坊(44號)
  - 萊爾富北市迪化店(50號)(光泉牧場發跡處)
  - 大稻埕霞海城隍廟(61號)
  - 民藝埕(67號)
  - 福來許咖啡館（76號）（現由福來許生活企業股份有限公司經營）
  - 莊義芳商行(117號)
  - 怡和泰商行(123、125號)
  - URS127玩藝工場（127號）(現由大稻埕創意街區發展協會經營)
  - 郭怡美書店(129號)
  - 黃長生藥行(134號)
  - 聯華食品總部(148號)
  - URS155創作分享圈(155號) (現由希嘉文化有限公司經營)
  - 迪化207博物館(207號)（已閉館，現已變成「龍應台文化基金會」進駐[5]）
  - 大稻埕社區發展協會(233號)
  - 阿嬤家-和平與女性人權館舊址(256號)（2020年閉館）
  - URS329稻舍(329號)
  - 台北大橋橋下停車場(利用大橋市場拆除後空間)

二段
- 台灣基督長老教會大橋教會(67號)
- 大橋72(72號)
- 大橋83(83巷16號)
- 延平草埔仔市場

## 歷史建築
| 名稱                                    | 照片 | 參考                   |
| --------------------------------------- | ---- | ---------------------- |
| 南京西路237號暨迪化街一段2、4、6號店屋  |      | （页面存档备份，存于） |
| 迪化街一段13號店屋                      |      | （页面存档备份，存于） |
| 迪化街一段17號及南京西路233巷16號店屋   |      | （页面存档备份，存于） |
| 迪化街一段46巷16號店屋                  |      | （页面存档备份，存于） |
| 迪化街一段67號店屋                      |      | （页面存档备份，存于） |
| 迪化街一段79號店屋                      |      | （页面存档备份，存于） |
| 迪化街一段84號店屋                      |      | （页面存档备份，存于） |
| 迪化街一段85號店屋                      |      | （页面存档备份，存于） |
| 迪化街一段90號店屋                      |      | （页面存档备份，存于） |
| 迪化街一段96號店屋                      |      | （页面存档备份，存于） |
| 迪化街1段98號店屋                       |      | （页面存档备份，存于） |
| 迪化街一段114號店屋                     |      | （页面存档备份，存于） |
| 迪化街一段121號店屋                     |      | （页面存档备份，存于） |
| 迪化街一段127號店屋                     |      | （页面存档备份，存于） |
| 迪化街1段130號店屋                      |      | （页面存档备份，存于） |
| 迪化街一段132號店屋                     |      |                        |
| 迪化街一段142號店屋                     |      | （页面存档备份，存于） |
| 迪化街一段155號                         |      | （页面存档备份，存于） |
| 迪化街一段156號店屋                     |      | （页面存档备份，存于） |
| 迪化街一段174號店屋                     |      | （页面存档备份，存于） |
| 迪化街一段176號店屋                     |      | （页面存档备份，存于） |
| 迪化街一段178號店屋                     |      | （页面存档备份，存于） |
| 迪化街一段181號店屋                     |      | （页面存档备份，存于） |
| 迪化街一段183號店屋                     |      | （页面存档备份，存于） |
| 迪化街一段186號店屋                     |      | （页面存档备份，存于） |
| 迪化街一段192號店屋                     |      | （页面存档备份，存于） |
| 迪化街一段198號店屋                     |      | （页面存档备份，存于） |
| 迪化街一段200號店屋                     |      | （页面存档备份，存于） |
| 迪化街一段202號店屋                     |      | （页面存档备份，存于） |
| 迪化街一段207號店屋（原廣和堂藥舖）     |      | （页面存档备份，存于） |
| 泰興漆行（迪化街一段227號暨安西街70號） |      | （页面存档备份，存于） |
| 迪化街一段235、237號店屋                |      | （页面存档备份，存于） |
| 迪化街一段248號                         |      | （页面存档备份，存于） |
| 迪化街一段256號店屋                     |      |                        |
| 新慶利碾米廠（迪化街1段257號）          |      | （页面存档备份，存于） |
| 迪化街一段274號店屋                     |      | （页面存档备份，存于） |
| 迪化街一段278號店屋                     |      | （页面存档备份，存于） |
| 張協成石廠（迪化街一段282號）           |      | （页面存档备份，存于） |
| 迪化街一段284號店屋                     |      | （页面存档备份，存于） |
| 大稻埕葉晋發商號（迪化街一段296號）     |      | （页面存档备份，存于） |
| 迪化街一段308號店屋（明善堂）           |      | （页面存档备份，存于） |
| 迪化街一段329號店屋                     |      | （页面存档备份，存于） |
| 迪化街一段339號店屋                     |      | （页面存档备份，存于） |
| 迪化街一段349號店屋                     |      | （页面存档备份，存于） |
| 迪化街一段372號店屋                     |      | （页面存档备份，存于） |

### 引用
1. ↑  金額統計來自人民網，《台灣迪化街百年剪影》
2. ↑  施添福. . 2018.
3. ↑  曾美慧. . 臺北畫刊. 2003-05, (424): 18–19  [2019-08-08]. （原始内容存档于2019-08-08）.
4. ↑  . 自由時報. 2017-10-05  [2019-08-08]. （原始内容存档于2019-08-08） （中文（臺灣））.
5. ↑  聯合新聞網. . 旅遊.   [2024-04-19]. （原始内容存档于2024-04-19） （中文（臺灣））.

### 网页
- Tony的自然人文旅記第0436--貴德街．迪化街 （页面存档备份，存于）
- 華夏經緯網，台島財富"第一街"--台北迪化街  （页面存档备份，存于）
- 台北村落之聲－關於URS 都市再生前進基地 Urban Regeneration Station

### 印刷品
- 《迪化街介紹》，台北市商業處
- 《台北建城120週年紀念》，台北市政府文化局